# Астапович, Наталия Ивановна
Наталия Ивановна Астапович (бел. Наталля Іванаўна Астаповіч; 1940—2005) — советский и белорусский учёный в области биохимии и физиологии микроорганизмов, доктор биологических наук (1990), профессор (1999), член-корреспондент Академии наук Белоруссии (2003).

## Биография
Родилась 14 апреля 1940 года в городе Орша Витебской области, Белорусской ССР.
С 1957 по 1962 год обучалась на биологическом факультете Белорусского государственного университета. С 1962 по 1967 год - на научной работе в научном аппарате АН Белорусской ССР.
С 1967 по 1989 год - на научно-исследовательской работе в Отделе микробиологии АН Белорусской ССР (с 1975 года — Институт микробиологии АН Белорусской ССР, с 1991 года — Академии наук Белоруссии) в качестве младшего и старшего научного сотрудника, с 1989 года — заместитель директора этого научного института и одновременно с 1990 года — руководитель лаборатории в этом институте, являлась одним из организаторов создания систематизированного собрания различных видов  микроорганизмов. 

### Научно-педагогическая деятельность и вклад в науку
Основная научно-педагогическая деятельность Н. И. Астапович была связана с вопросами в области биохимии и физиологии микроорганизмов, занималась исследованиями в области множественных эффектов источников углерода на продукцию экспортных белков микроорганизмами и секреции белков у микроорганизмов. Н. И. Астапович занималась приоритетными исследованиями роли клеточной стенки в образовании экзоферментов и регуляторного механизма катаболитной инактивации секреторных белков. Под её руководством были обоснованы новые методики определения секреторных ферментов с учётом их локализации и была показана возможность направленной регуляции в этом процессе. Исследования при её участии стали основой для создания ряда биопрепаратов для пищевой промышленности и сельского хозяйства.
В 1990 году защитила диссертацию на соискание учёной степени доктор биологических наук. В 1999 году ей было присвоено учёное звание профессор. В 1996 году она был избрана член-корреспондентом Академии наук Белоруссии. Н. И. Астапович было написано более ста девяносто научных работ в том числе четыре монографии. В 2000 году за свою работу «Подготовка и опубликование Каталогов Украинской и Белорусской (Института микробиологии НАН Беларуси) коллекций культур микроорганизмов»  Н. И. Астапович  была удостоена Премии академий наук Украины, Беларуси и Молдовы за выдающиеся научные результаты, полученные при выполнении совместных научных исследований.
Скончалась 24 июля 2005 года в Минске.

## Основные труды
- Нуклеотидный фонд и метаболизм микробной клетки. - Минск : Наука и техника, 1979. - 150 с.
- Теоретические и прикладные аспекты синтеза ферментов микроорганизмами / Н. И. Анисимова, Н. И. Астапович, О. Н. Зинченко и др.; Под ред. М. В. Залашко. - Минск : Наука и техника, 1982. - 168 с[4]

## Награды
- Премия НАНБ, НАНУ и АНМ (2000 — за работу «Подготовка и опубликование Каталогов Украинской и Белорусской (Института микробиологии НАН Беларуси) коллекций культур микроорганизмов»)[2].